# Rumaithiya
Rumaithiya es un área en la gobernación de Hawalli en Kuwait. Alrededor de 58.000 personas viven allí.

## Origen del nombre
Se cree que el nombre de la zona proviene de una planta llamada Haloxylon. En árabe, la planta se llama Rumth. El área solía tener estas plantas. Rumaithiya significa literalmente algo relacionado con Rumth.

## Lugares
- Hay 14 masjids en Rumaithiya

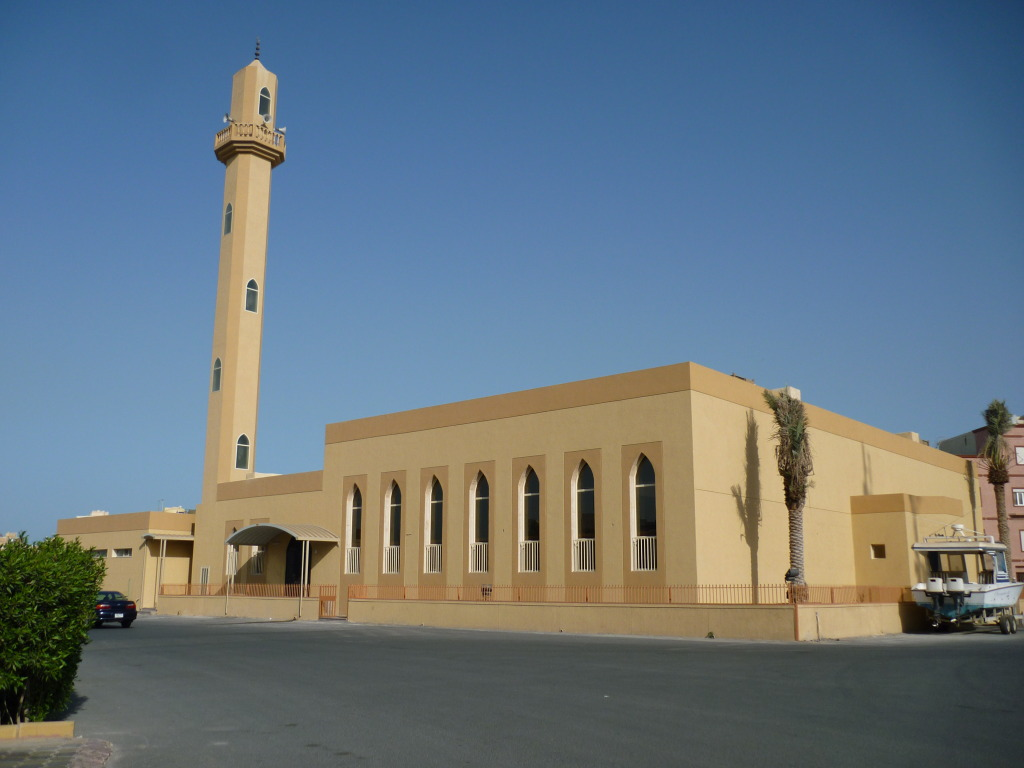
Mezquita de Uqba Bin Nafe

- Hay más de 70 Husayniyas en Rumaithiya
- Hay 12 sucursales para la sociedad cooperativa Rumaithiya Co-Op
- Hay un área para deportes
- Hay 2 parques públicos
- Hay 13 escuelas en Rumaithiya sin escuelas privadas ni escuelas infantiles (jardines de infancia).